# Вохменка
Во́хменка (рос. Вохменка) — присілок у складі Юргамиського району Курганської області, Росія. Входить до складу Островської сільської ради.
Населення — 328 осіб (2010, 376 у 2002).